# Caroline Dhenin
Caroline Dhenin (ur. 13 czerwca 1973) – francuska tenisistka.
Dhenin posługuje się prawą ręką, grając przy tym oburęczny bekhend. Preferuje styl gry serve and volley. 18 października 2004 roku osiągnęła czterdziestą dziewiątą pozycję w deblowym rankingu WTA.
Jej trzy singlowe występy w wielkoszlemowych turniejach zakończyły się na pierwszej rundzie, tylko raz, w 1997, doszła do trzeciej rundy Roland Garros (był to jeden z jej największych sukcesów: w pierwszej rundzie pokonała Sabine Appelmans; została rekordzistką sezonu w szybkości serwisu, który ustanowiła właśnie w Paryżu, a miał on szybkość 182 km/h). Wszystkie z czterech wspomnianych imprez były to turnieje paryskie na kortach ziemnych. Stąd jej najwyższa pozycja w rankingach znajduje się w połowie drugiej setki. Wygrała dwa turnieje ITF w singlu: w 1994 roku w bułgarskim Burgasie, dwa lata później we francuskim Reims.
Historia występów singlowych Dhenin sięga roku 1989. Rok później osiąga ćwierćfinał w Szybeniku, będącym wówczas częścią Jugosławii, gdzie przegrywa z Ruxandrą Dragomir. W 1993 osiągnęła kolejny ćwierćfinał w Limoges. Po przejściu kwalifikacji wygrała z Åsą Carlsson, a następnie w trzech setach uległa Laurence Courtois. Wygrała w Burgasie, pokonując wysoko rozstawione zawodniczki: Katarinę Dasković, Teodorę Nedewą i Monikę Maštalířovą. Doszła do półfinału w Reims i Bordeaux. W 1996 roku wygrała drugi tytuł w singlu w Reims (eliminując po drodze najwyżej rozstawioną Florę Perfetti). Osiągnęła półfinał w Szczecinie, gdzie pokonała m.in. Nathalie Dechy. W maju 1997 doszła w wielkoszlemowym turnieju do trzeciej rundy. W pierwszej pokonała Sabine Appelmans, w drugiej Silviję Talaję, w trzeciej przegrywając z Conchitą Martínez. Ostatnio w grze pojedynczej występowała w 2005 roku.
Więcej sukcesów odniosła Dhenin w grze podwójnej. Źródła jako pierwszy jej występ podają turniej w Mali Lison, w którym razem z Alexandrą Fusai odpadła w pierwszej rundzie. Z Kristin Freye doszła do półfinału w Helsinkach w 1991. W 1994 z Natalią Vojinović wygrała turniej w Burgasie. W 1995 odniosła sukces w Reims. Jej dwa największe osiągnięcia to finały zawodowych imprez deblowych w Strasburgu (2002) i Canberze (2004).
Jej partnerkami w grze podwójnej były między innymi Sarah Pitkowski, Magdalena Maleewa, Caroline Schneider, Émilie Loit (razem z nią ćwierćfinał US Open 1999), Barbara Rittner, Amélie Cocheteux, Bianka Lamade, Tacciana Puczak, Ljubomira Baczewa, Meilen Tu, Mariana Díaz-Oliva, Eleni Daniilidu, Maja Matevžič, Francesca Schiavone, Els Callens, Barbara Schett. Ostatnie występy deblowe odnotowała w połowie roku 2006.

## Wygrane turnieje rangi ITF
| turnieje z pulą nagród 100 000 $ |
| turnieje z pulą nagród 75 000 $  |
| turnieje z pulą nagród 50 000 $  |
| turnieje z pulą nagród 25 000 $  |
| turnieje z pulą nagród 15 000 $  |
| turnieje z pulą nagród 10 000 $  |

### Gra pojedyncza
|    | Data       | Turniej | ($)    | Naw.   | Finalistka              | Wynik            |
| 1. | 12/06/1994 | Burgas  | 10 000 | ziemna | Monika Mastalirová      | 1:6, 6:0, 7:6(4) |
| 2. | 24/03/1996 | Reims   | 25 000 | ziemna | Catherine Mothes-Jobkel | 3:6, 6:1, 6:2    |